# Eupterote lineata
Eupterote lineata är en fjärilsart som beskrevs av Walker 1855. Eupterote lineata ingår i släktet Eupterote och familjen Eupterotidae. Inga underarter finns listade i Catalogue of Life.